# Władysław Domagała
Władysław Domagała (ur. 6 października 1915 w Zawierciu, zm. 28 lipca 1983) – polski polityk, przewodniczący Prezydium Miejskiej Rady Narodowej w Zawierciu w latach 1953–1954.

## Biografia
W 1936 roku ukończył Szkołę Rzemieślniczo-Przemysłową w Zawierciu, po czym – do 1945 roku – pracował w Wytwórni Maszyn Banachiewicza. W latach 1945–1949 był referentem w Zarządzie Miejskim, po czym pracował jako kierownik BHP w Odlewni Żeliwa Ciągliwego w Zawierciu oraz jako kierownik referatu ds. administracji osiedli robotniczych w Dąbrowskich Zakładach Przemysłu Węglowego. W 1951 roku znalazł zatrudnienie jako kierownik administracyjny w Zawierciańskich Zakładach Przemysłu Materiałów Budowlanych. W 1953 roku ukończył Państwowe Liceum Mechaniczne w Sosnowcu i podjął pracę w Hucie Zawiercie. Od 1 lipca 1953 roku do grudnia 1954 roku pełnił funkcję przewodniczącego Prezydium Miejskiej Rady Narodowej w Zawierciu.